# Schizothorax elongatus
Schizothorax elongatus är en fiskart som beskrevs av Huang, 1985. Schizothorax elongatus ingår i släktet Schizothorax och familjen karpfiskar. Inga underarter finns listade i Catalogue of Life.